# William Cohen
William Sebastian Cohen, född 28 augusti 1940 i Bangor, Maine, är en amerikansk republikansk politiker.
Han studerade vid Bowdoin College och blev 1962 Bachelor of Arts i latin. Sin juristexamen avlade han vid Boston University.
Han var ledamot av USA:s representanthus 1973-1979 och som senator från delstaten Maine från 1979-1997. Som ett överraskningsdrag utnämnde demokraten Bill Clinton republikanen Cohen som USA:s försvarsminister för sin andra mandatperiod 1997-2001.